# Nointel (Oise)
Nointel é uma comuna francesa na região administrativa de Altos da França, no departamento de Oise. Estende-se por uma área de 9.35 km². Em 2010 a comuna tinha 1 077 habitantes (densidade: 115,2 hab./km²).